# Universitätsklinikum Freiburg

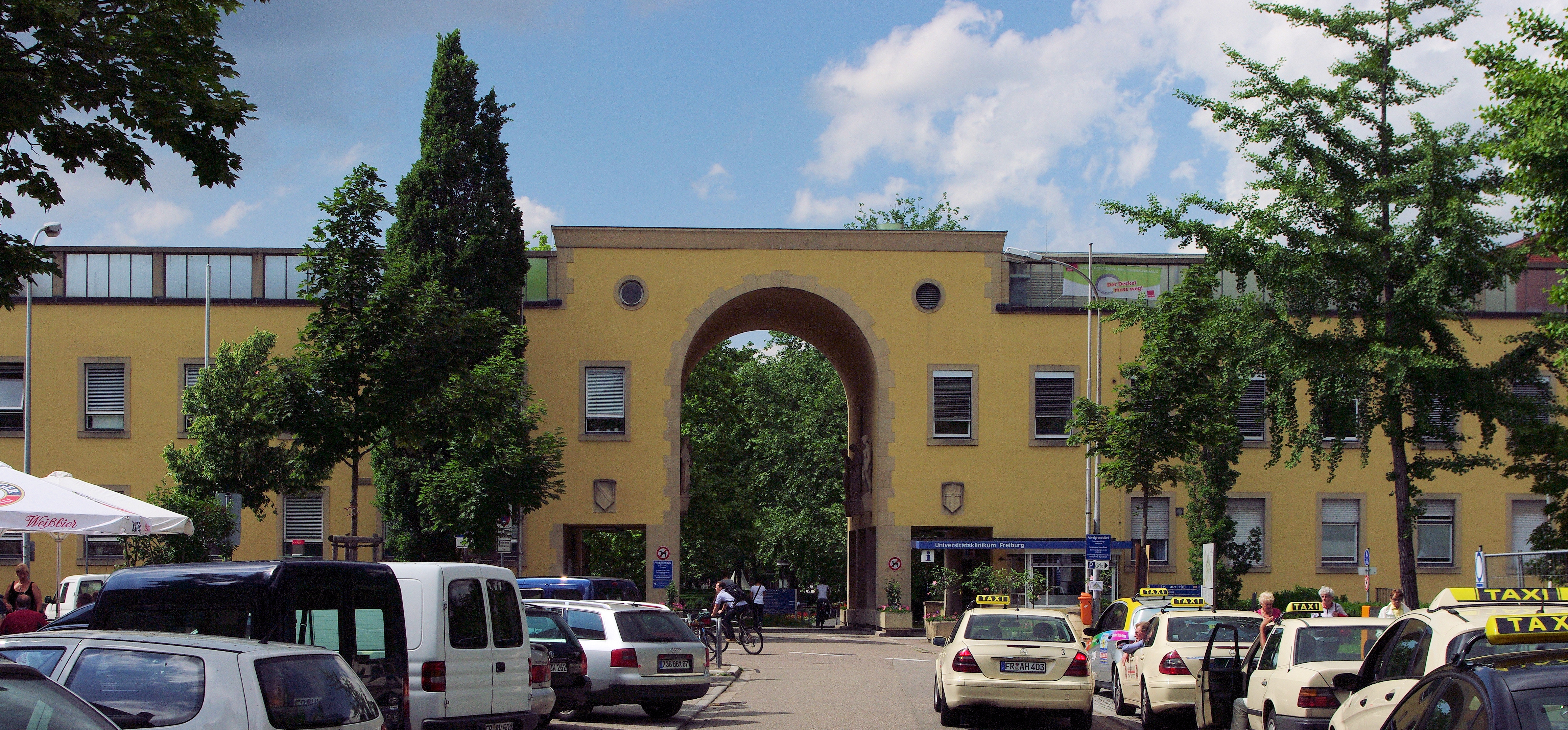
Haupteingang des Universitätsklinikums Freiburg

Das Universitätsklinikum Freiburg ist ein Klinikum in Freiburg im Breisgau. Es ist, gemessen an der Zahl beschäftigter Ärzte, das viertgrößte Klinikum Deutschlands. Sie ist eine rechtsfähige Anstalt des öffentlichen Rechts, die der 1457 gegründeten Albert-Ludwigs-Universität Freiburg angehört. Sie wurde 2005 von KTQ zertifiziert und 2008 als eine der ersten Universitätskliniken in Deutschland rezertifiziert. In den Jahren 2011 und 2014 erfolgten weitere Rezertifizierungen.
Das Universitätsklinikum Freiburg ist auf vier Standorte verteilt:
- Das Zentralklinikum liegt am Rande des Stadtteils Stühlinger im Westen der Stadt.
- Die Außenkliniken Psychiatrie, Kinder- und Jugendpsychiatrie, Psychosomatik und Hautklinik befinden sich an der Hauptstraße im nördlichen Stadtteil Herdern.
- Die medizinisch-theoretischen Institute (Anatomie, Biochemie, Physiologie, Rechtsmedizin) sind im Institutsviertel der Universität im Stadtteil Neuburg untergebracht.
- Ein Teil des Herzzentrums sowie das Adipositaszentrum sind auf dem Campus Bad Krozingen am Südring 15 zu finden.

Charakteristisch für das Zentralklinikum ist der Lorenzring, die 1926–1942 errichtete Anordnung von verschiedenen Klinikgebäuden in einem geschlossenen Ring um einen großen Grünbereich. Der Zweite Weltkrieg verhinderte die Fertigstellung der Gesamtkonzeption. Nach weitgehender Zerstörung im Krieg wurden ab 1948 die bestehenden Gebäude nach den gleichen Plänen wieder aufgebaut. In den Folgejahren wurde das Klinikangebot im jeweiligen Stil der Bauzeit erweitert, so unter anderen die Zahnklinik, die Augenklinik mit Hals-, Nasen- und Ohrenklinik oder das Neurozentrum.
Seit 2014 beteiligt sich das Universitätsklinikum an der NAKO (Nationale Kohorte), bei der es sich um eine deutschlandweite Langzeitstudie verschiedener Krankheiten handelt. Für diese Studie wurde ein eigenes Zentrum am Klinikum eingerichtet, womit Freiburg zu den größten Standorten dieser Studie zählt.

## Zahlen und Fakten
Das Universitätsklinikum vereinigt in seinen Gebäuden Krankenversorgung, Forschung und Lehre. Mit circa 15.700 Mitarbeitern ist es nach eigenen Angaben der größte Arbeitgeber in Südbaden. Der Bettenbestand liegt bei rund 2081 Planbetten in 110 Stationen.
Darin eingerechnet sind die 129 Betten der Tochtergesellschaft, Klinik für Onkologische Rehabilitation - UKF Reha gGmbH, welche sich im Gebäudekomplex der Tumorbiologie befindet.
Pro Jahr gibt es rund 90.000 Patientenaufnahmen und 980.000 Ambulanz-Besuche. Täglich werden etwa 1000 Patienten ambulant behandelt. Der Case Mix Index, der die durchschnittliche Fallschwere angibt, betrug 2024 1,257.
Darin enthalten sind die Zahlen des Departments Universitäts-Herzzentrum. Dieses verfügt, die beiden Standorte Freiburg und Bad Krozingen zusammengenommen, über insgesamt 424 Betten, ca. 1600 Mitarbeiter und führt ungefähr 22.000 stationäre sowie 44.000 ambulante Behandlungen durch.
Der Vertrag des Leitenden Ärztlichen Direktors Jörg Rüdiger Siewerts, der seit 2010 das Klinikum leitete, endete zum 31. Oktober 2018. Seit Januar 2019 leitet Frederik Wenz das Universitätsklinikum Freiburg als Leitender Ärztlicher Direktor.

## Geschichte

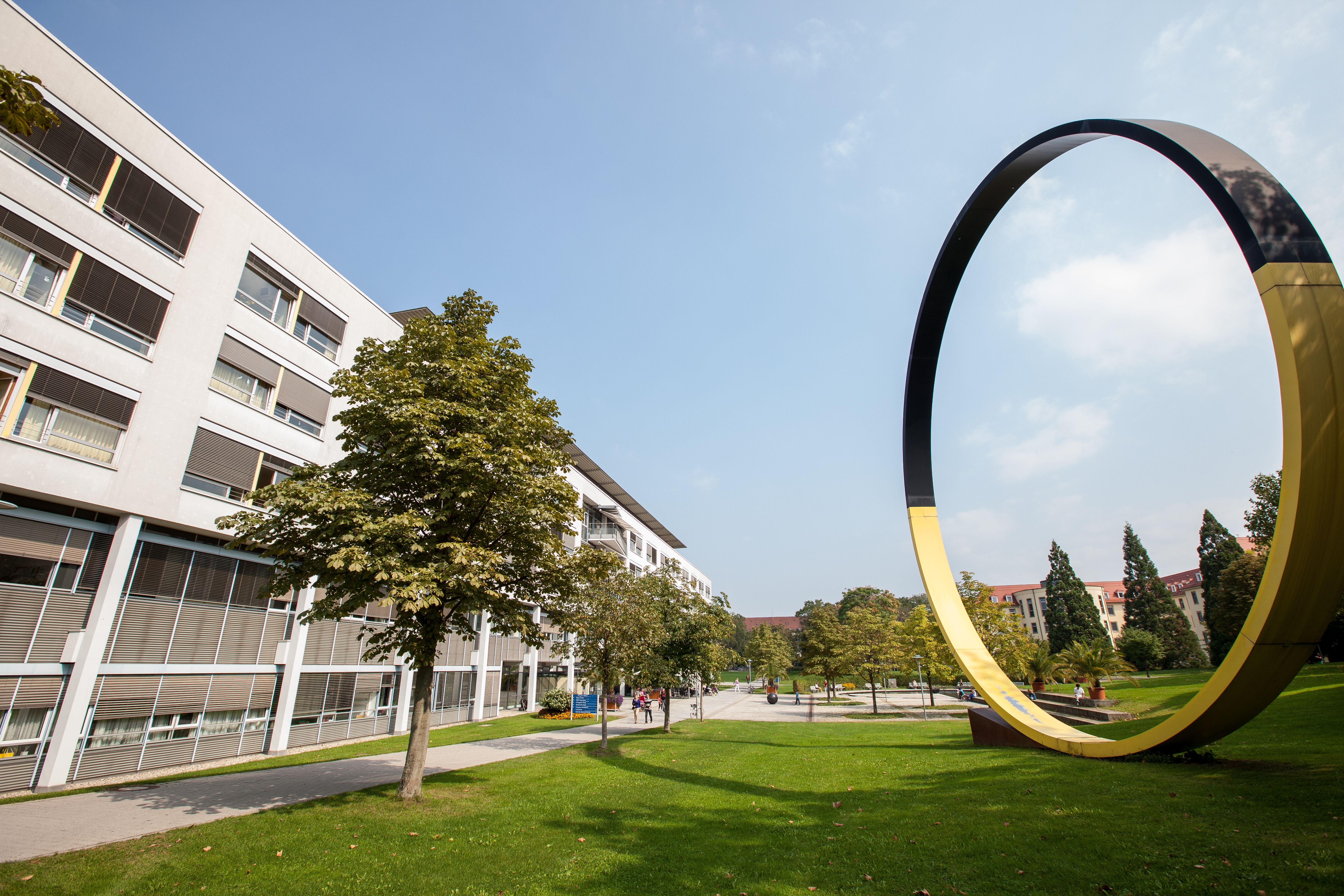
Park auf dem Gelände

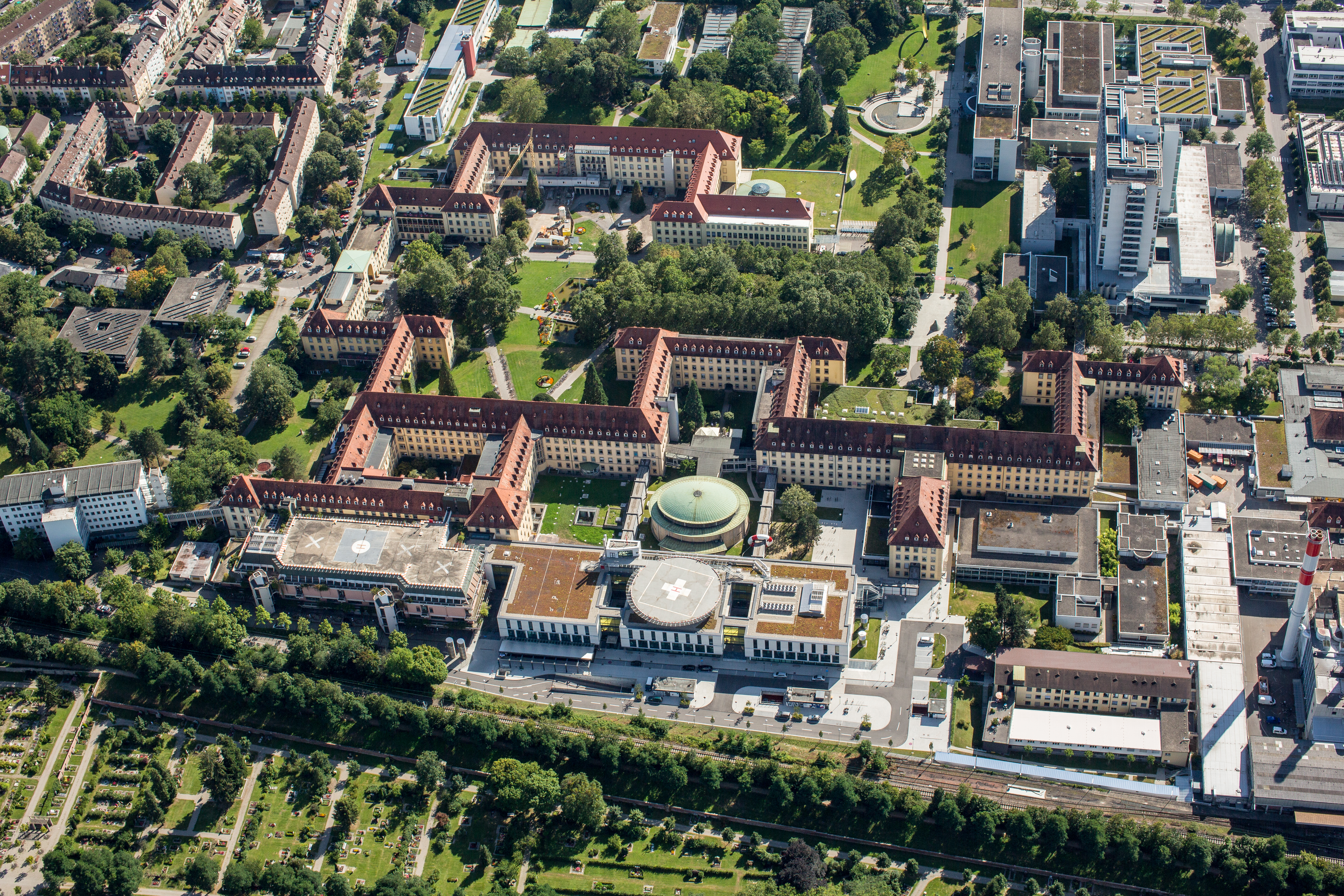
Luftbild

Die Universität Freiburg wurde im Jahr 1457 durch den Erzherzog Albrecht VI. von Österreich gegründet. Im Jahr 1751 übernahm die Medizinische Fakultät die Krankenversorgung im Armenspital in der Gerberau und 1780 wurde das Allgemeine Kranken-Spital im Collegium Sapientiae in der Herrenstraße eingerichtet. Im Jahr 1829 folgte die Eröffnung des Klinischen Hospitals in der Albertstraße und von 1868 bis 1911 entstanden die Frauen-, Augen-, Kinder-, Chirurgie- und Poliklinik im heutigen Institutsviertel.
Des Weiteren eröffnete im Jahr 1887 die Psychiatrische Klinik im Vorort Herdern.
Im Jahr 1922 wurde das Garnisonslazarett in Herdern zur Hautklinik umgewandelt und von 1926 bis 1931 entstand die Neue Medizinische und Chirurgische Klinik in der Hugstetter Straße. Die Krankenpflege wurde unter anderem von Ordensschwestern Vincentinerinnen betrieben. In den Jahren 1938 und 1939 schufen die Bildhauer Emil Stadelhofer, Ulrich Kottenrodt und Helmuth Hopp den Figurenzyklus Die Lebensalter. Er besteht aus sechs Sandsteinfiguren mit einer Höhe von jeweils 1,90 Meter und befindet sich noch heute im Torbogen des Klinikums. Im Zweiten Weltkrieg, am 27. November 1944, wurden nahezu alle Institute und Kliniken durch einen schweren Luftangriff auf die Stadt zerstört. Daraufhin wurden die Chirurgische und die Medizinische Klinik sowie die Frauenklinik in den Jahren von 1948 und 1953 wiederaufgebaut. Nach 1953 folgte die Gesamtplanung und Errichtung weiterer Kliniken im Bereich der Hugstetter Straße. Die Herzchirurgie hatte, nachdem Hermann Krauß sich schon thoraxchirurgisch betätigt hatte, Werner Overbeck als Spezialfach übernommen. 1998 wurde die Uniklinik in eine rechtsfähige Anstalt des öffentlichen Rechts umgewandelt.
Das Freiburger Comprehensive Cancer Center (CCCF) - heute Tumorzentrum Freiburg - wurde 2006 gegründet und im gleichen Jahr von der Deutschen Krebshilfe als "Onkologisches Spitzenzentrum" ausgezeichnet. 2009 erfolgte die Gründung eines Exzellenzzentrums für Chronische Immundefizienz im Rahmen einer deutschlandweiten Ausschreibung des Bundesministeriums für Bildung und Forschung. Im Jahr 2008 begann die sukzessive Modernisierung der Freiburger Frauenklinik. Seit August 2012 ist das Zentrum für Notfall- und Rettungsmedizin in Betrieb, das im Norden der Uniklinik für 42,15 Millionen Euro gebaut wurde. Der Neubau beherbergt außerdem drei Intensivstationen, neue Herzkatheterlabore und Behandlungsräume der Kardiologie. Auf dem Dach des neuen Anbaus wurde ein weiterer Hubschrauberlandeplatz gebaut, der für Hubschrauber bis zu 12 Tonnen (z. B. schwere Bundeswehrhubschrauber) ausgelegt ist.
2010 plante die Uniklinik für die kommenden Jahre im Rahmen eines Masterplans die Errichtung einer neuen Kinderklinik auf dem Areal zwischen Frauenklinik, Neurozentrum und Strahlenklinik sowie eine Erweiterung der chirurgischen Klinik mit einem neuen operativen Zentrum mit 24 Operationssälen. Diese Erweiterung soll auf dem bisherigen Areal der Robert-Koch-Klinik gebaut werden.
Im Juli 2017 ging bei der Stadt der Bauantrag für die Kinderklinik ein. Das Land Baden-Württemberg investierte rund 133 Millionen Euro. Ende Februar 2018 erteilte die Stadt die Genehmigungen für Gebäudeabbruch und Baumfällungen südwestlich der Frauenklinik entlang der Breisacher Straße. Im Oktober 2018 war der Spatenstich und im September 2020 Richtfest. Die Kinderklinik wurde am 11. September 2024 von Ministerpräsident Winfried Kretschmann eröffnet.
Für 36 Millionen Euro plant die Uniklinik einen Neubau für die Chirurgie, die 2020 teilweise im sogenannten „Lorenzring“ untergebracht ist. Das Finanzministerium hat im September 2020 die Planungsfreigabe erteilt und rechnet mit einer Planungszeit von vier bis fünf Jahren.
2020 wurde nach 27 Jahren die Sanierung des Hochhauses der HNO- und Augenklinik mit dem Sockelgeschoss abgeschlossen. Der Bau war 1964 in Betrieb genommen worden.

## Kliniken, Institute und weitere Einrichtungen

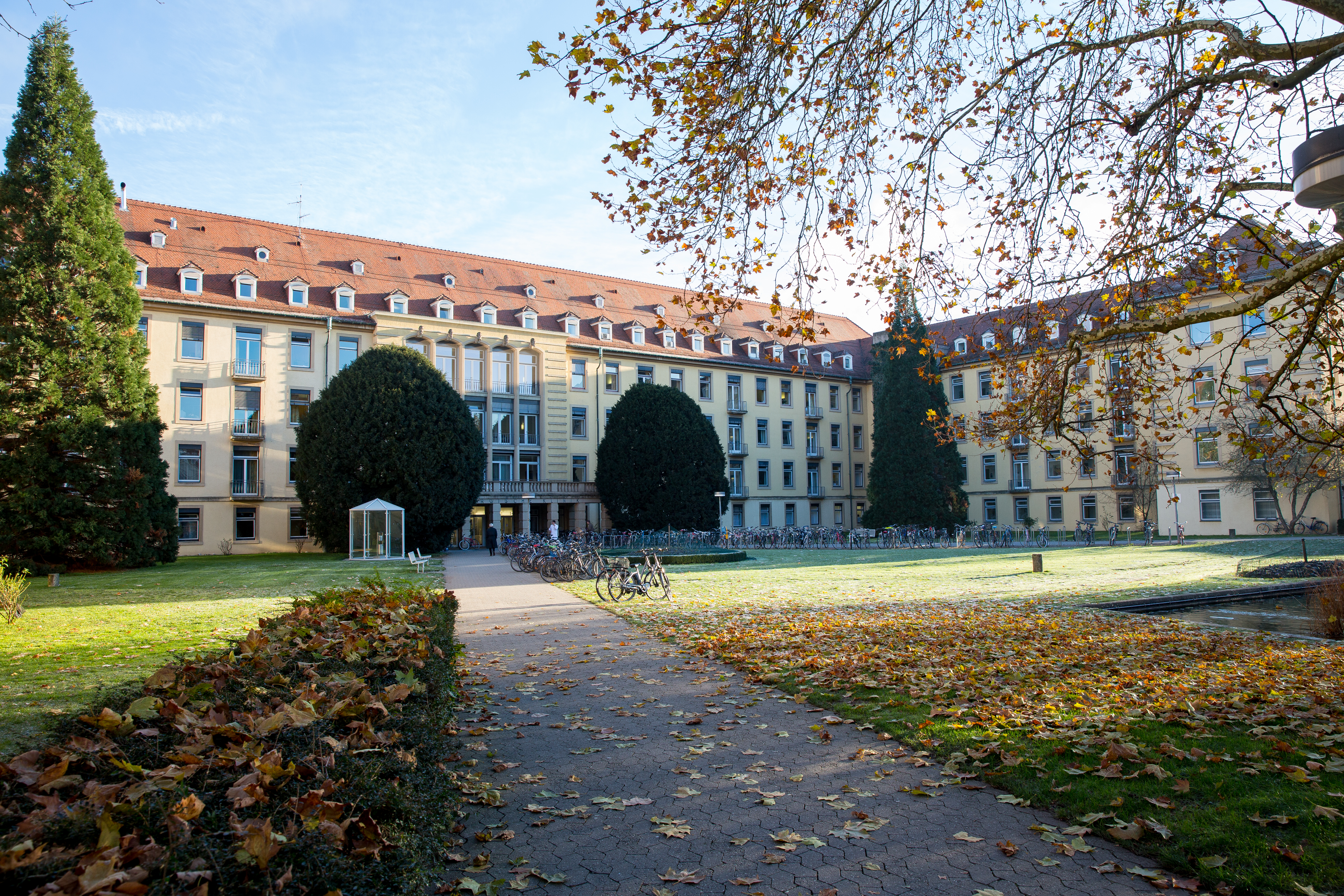
Chirurgische Klinik

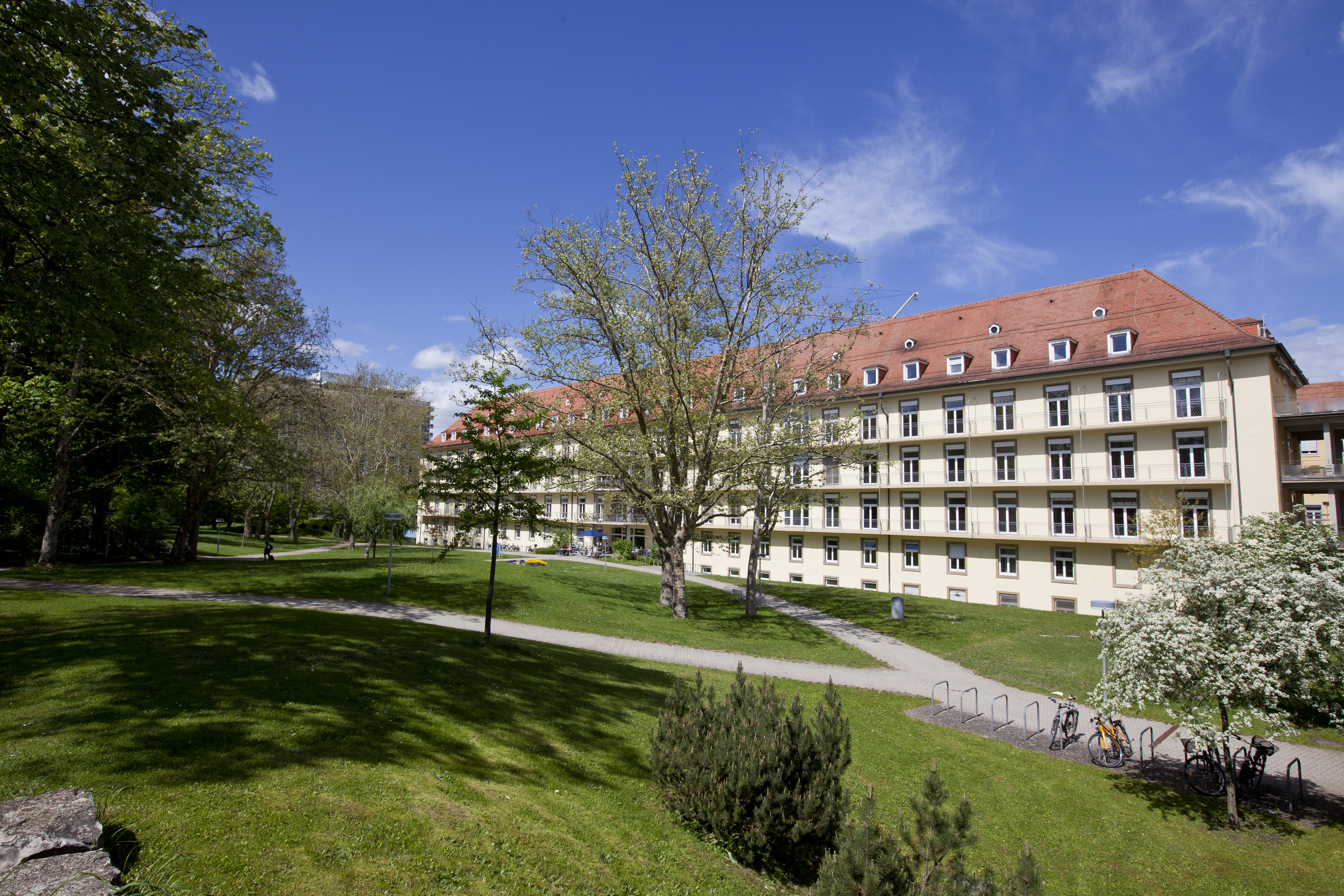
Klinik für Frauenheilkunde

Das Universitätsklinikum verfügt über folgende 33 Kliniken und 23 Institute:

### Departments
- Klinik für Anästhesiologie und Intensivmedizin

- Department Augen und HNO
  - Klinik für Augenheilkunde
  - Klinik für Hals-, Nasen- und Ohrenheilkunde

- Department für Bildgebungsgeleitete Medizin
  - Klinik für Diagnostische und Interventionelle Radiologie
  - Klinik für Strahlenheilkunde
  - Klinik für Nuklearmedizin
  - Klinik für Neuroradiologie

- Department Chirurgie
  - Klinik für Allgemein- und Viszeralchirurgie
  - Klinik für Thoraxchirurgie
  - Klinik für Urologie
  - Klinik für Plastische und Handchirurgie
  - Klinik für Orthopädie und Unfallchirurgie

- Department für Daten-geleitete Medizin
  - Institut für Medizinische Biometrie und Statistik
  - Institut für Genetische Epidemiologie
  - Institut für Medizinische Bioinformatik und Systemmedizin
  - Institut für Evidenz in der Medizin
  - Institut für Digitalisierung in der Medizin
  - Institut für Allgemeinmedizin

- Department für Diagnostik
  - Institut für Medizinische Mikrobiologie und Hygiene
  - Institut für Virologie
  - Institut für Infektionsprävention und Krankenhaushygiene (IIK)
  - Institut für Rechtsmedizin
  - Institut für Transfusionsmedizin und Gentherapie (ITG)

- Department Innere Medizin
  - Klinik für Innere Medizin I: Hämatologie, Onkologie und Stammzelltransplantation
  - Klinik für Innere Medizin II: Gastroenterologie, Hepatologie, Endokrinologie und Infektiologie
  - Klinik für Innere Medizin IV: Nephrologie und Allgemeinmedizin
  - Klinik für Pneumologie
  - Klinik für Rheumatologie und Klinische Immunologie
  - Klinik für Palliativmedizin
  - Klinik für Dermatologie und Venerologie

- Department für Kinder-, Jugend- und Frauenmedizin
  - Klinik für Allgemeine Kinder- und Jugendmedizin
  - Klinik für Neuropädiatrie und Muskelerkrankungen
  - Klinik für Pädiatrische Hämatologie und Onkologie
  - Klinik für Frauenheilkunde
  - Institut für Immundefizienz

- Department Neurozentrum
  - Klinik für Neurochirurgie
  - Klinik für Neurologie und Neurophysiologie
  - Klinik für Neuroradiologie
  - Institut für Neuropathologie

- Department für Pathologie und Humangenetik
  - Institut für Humangenetik
  - Institut für Klinische Pathologie

- Department Psychische Erkrankungen
  - Klinik für Psychiatrie und Psychotherapie
  - Klinik für Psychosomatische Medizin und Psychotherapie
  - Klinik für Psychiatrie, Psychotherapie und Psychosomatik im Kindes- und Jugendalter

- Department Universitäts-Herzzentrum
  - Klinik für Herz- und Gefäßchirurgie
  - Klinik für Kardiologie und Angiologie
  - Klinik für Angeborene Herzfehler und Pädiatrische Kardiologie
  - Institut für Experimentelle Kardiovaskuläre Medizin

- Department für Zahn-, Mund- und Kieferheilkunde
  - Klinik für Zahnerhaltungskunde und Parodontologie
  - Klinik für Zahnärztliche Prothetik
  - Klinik für Mund-, Kiefer- und Gesichtschirurgie

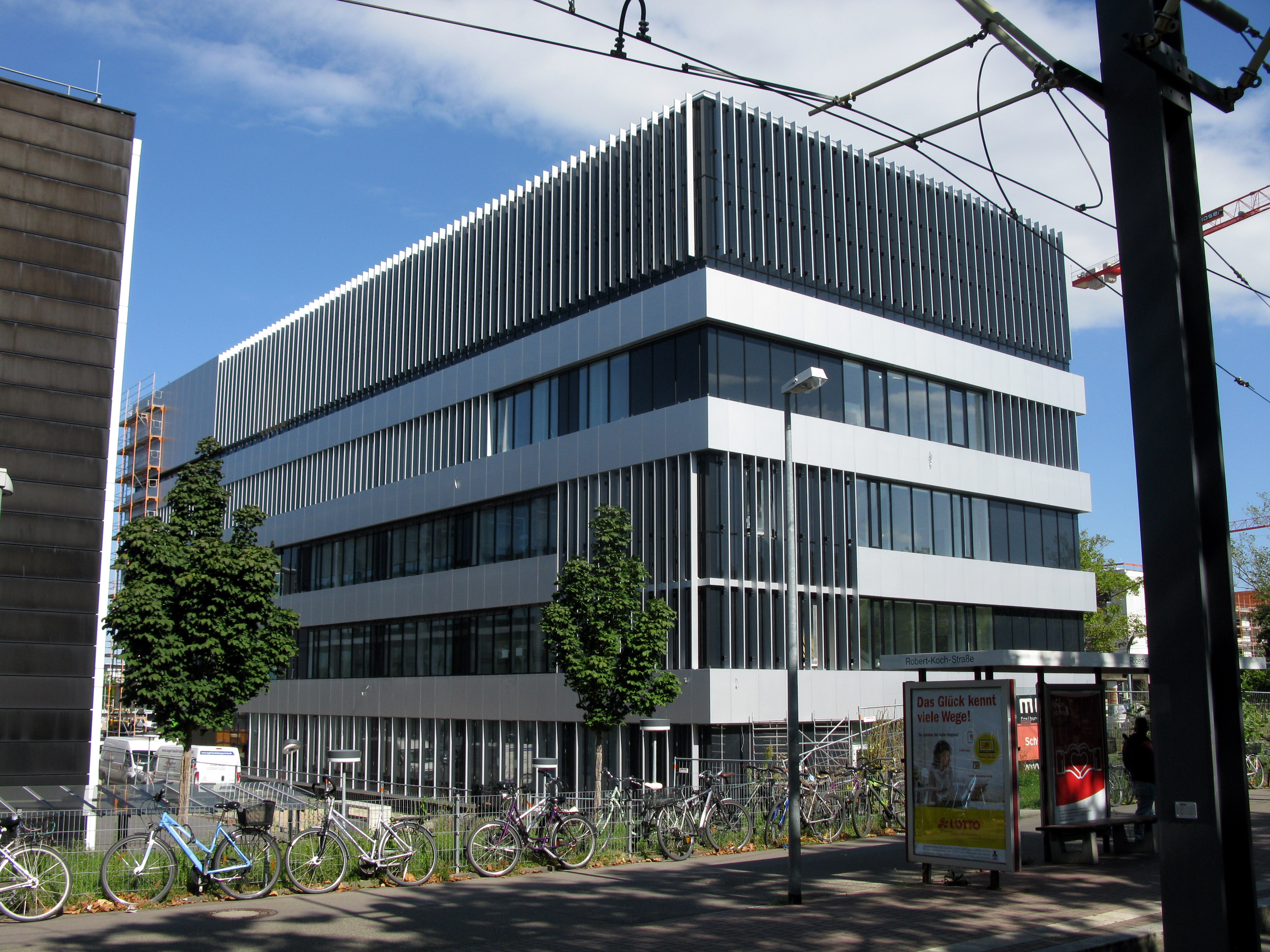
Institute for Disease Modeling and Targeted Science

  - Klinik für Kieferorthopädie

### Institute
- Institute for Modelling Disease and Targeted Medicine - IMITATE
- Institut für Bewegungs- und Arbeitsmedizin
- Institut für Klinische Chemie und Laboratoriumsmedizin

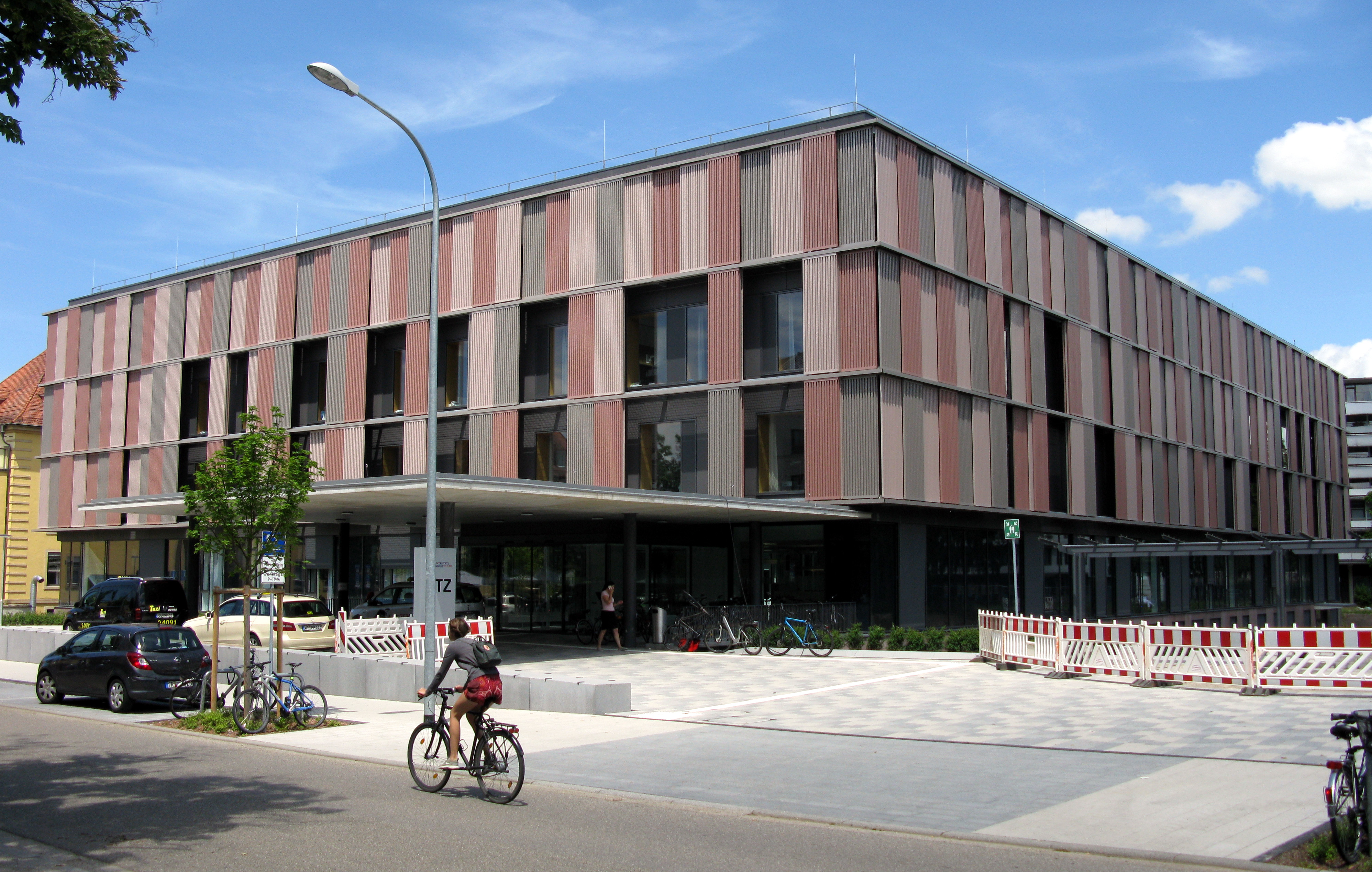
Interdisziplinäres Tumorzentrum

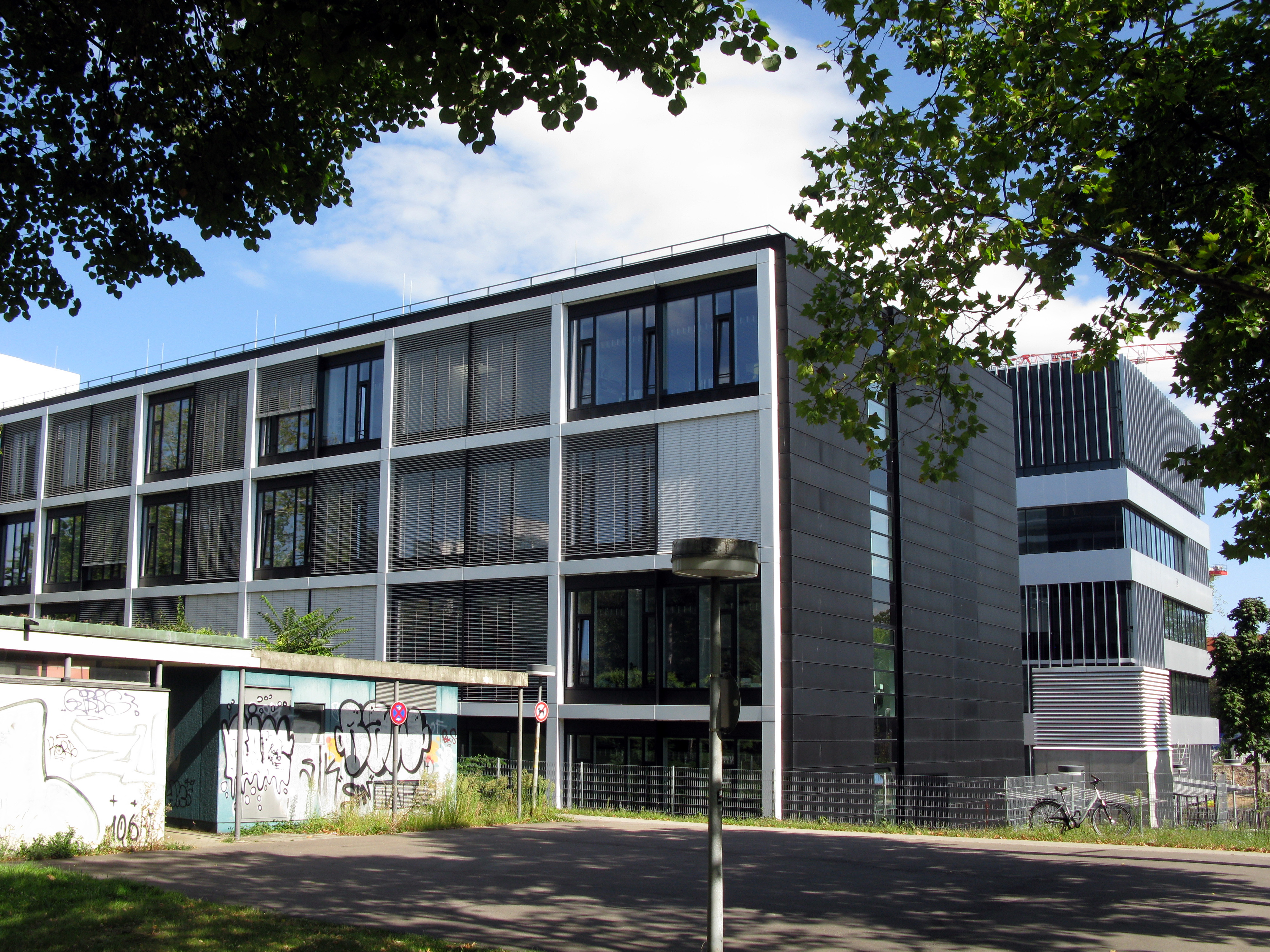
Zentrum für Translationale Zellforschung

- Institut für Musikermedizin
- Institut für Pflegewissenschaft

### Zentren / Fächerübergreifende Einrichtungen
- Blutspendezentrale
- Brustzentrum
- Datenintegrationszentrum (DIZ)
- Center for Experimental Models and Transgenic Service (CEMT)
- Centrum für Chronische Immundefizienz (CCI)
- Freiburg Zentrum für Seltene Erkrankungen (FZSE)
- Gewebeersatz, Regeneration & Neogenese - G.E.R.N. Forschungszentrum
- Interdisziplinäre Medizinische Intensivtherapie (IMIT)
- Interdisziplinäres Schmerzzentrum (ISZ)
- Interdisziplinäres Tumorzentrum (ITZ)
- Klinikumsapotheke
- Medizinisches Versorgungszentrum (MVZ)
- Neurozentrum (NZ)
- Pflegepraxiszentrum (PPZ)
- Translationszentrum - Digitalisierung in der Medizin
- Transplantationszentrum
- Treuhandstelle
- Tumorzentrum Freiburg (CCCF)
- Uni-Zentrum Naturheilkunde (UZN)
- Vergiftungs-Informations-Zentrale Freiburg
- Vaskulitis-Zentrum Freiburg
- Zentrale Klinische Forschung (ZKF)
- Zentrale Physiotherapie (ZPT)
- Zentralstelle für Technologietransfer (ZFT)
- Zentrum für Digitalisierung und Informationstechnologie (ZDI)
- Zentrum für Geriatrie und Gerontologie Freiburg (ZGGF)
- Zentrum für Neuromodulation (NeuroModulBasics)
- Zentrum für Neuromuskuläre Erkrankungen - Muskelzentrum
- Zentrum für Notfall- und Rettungsmedizin
- Zentrum für Personalisierte Medizin (ZPM)
- Zentrum für Tiefe Hirnstimulation (wissenschaftlich)
- Zentrum für Translationale Zellforschung (ZTZ)
- Zentrum Infektionsmedizin (ZI)
- Zentrum Klinische Studien

## Universitäts-Herzzentrum Freiburg-Bad Krozingen
Das Universitäts-Herzzentrum Freiburg-Bad Krozingen setzt sich aus allen kardiovaskulären Bereichen des Universitätsklinikums Freiburg sowie aus dem Herz-Zentrum Bad Krozingen zusammen. Es bestand bereits ein Kooperationsvertrag, doch am 1. April 2012 wurden die beiden Kliniken fusioniert. Somit entstand eines der größten Herzzentren in Deutschland. Durch die Fusion entstanden in beiden Kliniken mehr Möglichkeiten der Behandlung und Forschung, was das Herzzentrum nicht nur zu einem der größten, sondern auch zu einem der führenden Herzzentren in Deutschland gemacht hat.
Weil das UHZ durch die COVID-19-Pandemie in weitere wirtschaftliche Schieflage geriet, einigten sich im Mai 2020 das Land Baden-Württemberg und die beiden Gesellschafter des UHZ auf Rahmenbedingungen für eine bereits seit Längerem angedachte Komplettübernahme durch das Universitätsklinikum. Am 28. Juli 2020 wurde der Vertrag unterzeichnet, nachdem das Universitätsklinikum Freiburg die Anteile des Co-Gesellschafters Benedikt-Kreutz-Vereins übernimmt. Zum 1. April 2021 wurde der Übergang des Universitäts-Herzzentrum Freiburg – Bad Krozingen (UHZ) zum Universitätsklinikum Freiburg endgültig vollzogen. Das Universitäts-Herzzentrum wird als eigenes Department innerhalb des Universitätsklinikums Freiburg als kardiovaskuläres Schwerpunktzentrum weiterentwickelt.

## Forschung, Lehre und bemerkenswerte Ausstattungen
Entsprechend den sich ändernden Bedürfnissen der modernen Medizin sind am Klinikum Forschungsschwerpunkte eingerichtet oder werden neu etabliert. Nur so lassen sich neueste medizinische Erkenntnisse und Behandlungsmethoden in die Praxis umsetzen. Die fünf Forschungsschwerpunkte am Universitätsklinikum Freiburg sind Immunologie und Infektiologie, Molekulare Zellforschung und regenerative Medizin, Epigenetik und funktionelle Genetik, Neurowissenschaften, Onkologie und funktionelles Imaging. Das Universitätsklinikum ist an 14 Sonderforschungsbereichen/Transregios beteiligt, bei sieben in Sprecherschaft.
Das Tumorzentrum Freiburg – CCCF (Comprehensive Cancer Center Freiburg) des Universitätsklinikums wurde im März 2007, zusammen mit drei anderen Krebskliniken (Universitätsklinikum Carl Gustav Carus Dresden, Uniklinik Köln, Universitätsklinikum Tübingen), von der Deutschen Krebshilfe als onkologisches Spitzenzentrum ausgezeichnet und seither mit insgesamt drei Millionen Euro gefördert. 2015 wurde mit einem Neubau für das Tumorzentrum begonnen, im Juli 2016 wurde Richtfest gefeiert, und am 3. Mai 2019 wurde der 65 Millionen Euro teure Bau eröffnet. Pro Jahr sollen dort 3.000 Patienten stationär und 55.000 ambulant behandelt werden.
Im Rahmen einer deutschlandweiten Ausschreibung vom Bundesministerium für Bildung und Forschung zur Förderung neuer Modellzentren, die die Patientenbehandlung und Forschung noch besser zusammenführen sollen, ist 2008 das Centrum für Chronische Immundefizienz (CCI) – eine gemeinsame Initiative der Universität Freiburg, des Universitätsklinikums und des Max-Planck-Instituts für Immunbiologie – eingerichtet worden. Das CCI behandelt Patienten mit Immundefizienz (Abwehrschwäche). Ein interdisziplinäres Team aus Medizinern und Biologen, Grundlagenwissenschaftlern und Klinikern erforscht Ursachen, Diagnostik und Therapie dieser seltenen Erkrankungen.
Der erste Lehrstuhl für Palliativmedizin in Baden-Württemberg wurde ab 2012 an der Universitätsklinik Freiburg eingerichtet. Die erste Lehrstuhlinhaberin wurde die Internistin und Theologin Gerhild Becker.
Die anästhesiologische Intensivtherapiestation ist eine sogenannte sedierungsfreie Intensivstation. Die Verwendung von Sedativa wie Benzodiazepinen soll verringert werden, um Komplikationen wie ein Delir oder eine posttraumatische Belastungsstörung zu vermeiden. Es wird ein Wert um Null auf der Richmond Agitation Sedation Scale angestrebt, wodurch es zum Beispiel möglich ist, dass endotracheal Intubierte Patienten über die Station laufen.
Die Forschung am Uniklinikum ist auch mit Forschungseinrichtungen in der Stadt Freiburg vernetzt. So arbeitet das Klinikum eng mit dem Max-Planck-Institut für Immunbiologie und Epigenetik und mit Instituten der Fraunhofer-Gesellschaft zusammen. Außerdem setzt das Klinikum auf Studien, die die Forschungsarbeit unterstützen. Es existiert sogar ein eigenes Studienzentrum. Durch die Studien hat die Uniklinik die Möglichkeit, Erkenntnisse über neue Behandlungsmethoden schnell umzusetzen. Des Weiteren hat das Deutsche Register klinischer Studien seinen Sitz am Universitätsklinikum Freiburg.
Das Universitätsklinikum Freiburg bietet auch den Studenten der Medizinischen Fakultät der Albert-Ludwigs-Universität die Möglichkeit, von Anfang an bei den Forschungsprojekten teilzunehmen. Außerdem wird viel Wert darauf gelegt, die Lehre so patientennah wie möglich zu halten.
Im September des Jahres 2023 konnte die Uniklinik einen hochmodernen Magnetresonanztomographen in Betrieb nehmen. Mit diesem, der mittels künstlicher Intelligenz arbeitet, können erstmals in Europa Ganzkörper-Aufnahmen gemacht werden, die höhere Kontraste und bessere Auflösungen als alle Vorgängermodelle bieten. Die Körperbereiche können bis zu viermal detaillierter abgebildet werden. Haupteinsatzgebiete werden Krebs-, Herz- und Hirnforschung sein. Weitere MRT sollen bald auch andere Kliniken in Deutschland erhalten.

## Ausbildung
Neben der universitären Lehre beteiligt sich das Klinikum auch an der Ausbildung für nichtärztliche Berufe im Gesundheitswesen. Es betreibt Schulen, hält im Angestellten- und Arbeiterbereich Plätze für Auszubildende vor und beschäftigt Praktikanten. Insgesamt bestehen bei der Akademie für medizinische Berufe rund 800 Ausbildungsplätze.
An den Schulen der Akademie für Medizin kann man folgende Berufe erlernen:
- Pflegefachmann/Pflegefachfrau
- Pflegefachmann/Pflegefachfrau mit Schwerpunkt pädiatrische Versorgung
- Gesundheits- und Krankenpflegehilfe
- Operationstechnische Assistenz
- Anästhesietechnische Assistenz
- Medizinischer Technologe für Laboratoriumsanalytik (MTL)
- Medizinische Technologen für Radiologie (MTR)
- Physiotherapeut
- Orthoptik
- Studiengang Bachelor of Business Administration
- Studiengang Bachelor Pflegewissenschaft
- Studiengang Bachelor Hebammenwissenschaft

Das Klinikum verfügt außerdem über 23 Ausbildungsberufe mit derzeit circa 120 Auszubildenden in kaufmännischen, technischen und gewerblichen Berufsbildern wie beispielsweise Anlagenmechaniker, Fachkraft für Lagerlogistik oder Koch.
In der Region bestehen 15 Akademische Lehrkrankenhäuser, die zur Uniklinik Freiburg gehören. Darunter der Regionalverbund kirchlicher Krankenhäuser, das Diakonissenkrankenhaus Karlsruhe-Rüppurr, das Schwarzwald-Baar Klinikum Villingen-Schwenningen, das Städtische Klinikum Karlsruhe, die St. Vincentius-Kliniken Karlsruhe, Kreiskrankenhaus Lörrach, die Helios Klinik in Titisee-Neustadt und das Hegau-Bodensee-Klinikum.

## Probleme und Kritiken

### Doping- und Betrugsvorwürfe
Die Sportmedizin der Universitätsklinik Freiburg wurde maßgeblich von Herbert Reindell und Joseph Keul aufgebaut. Joseph Keul war als Ordinarius für Innere Medizin und Sportmedizin der Universität Freiburg immer wieder in der Kritik, da ihm vorgeworfen wurde, unerlaubte Dopingmanipulationen nicht nur erforscht, sondern auch gefördert zu haben. Schon 1977 warf der Dopingforscher Werner Franke Keul vor, die Nebenwirkungen von Anabolika zu verharmlosen.
Ärzte auf diesem Gebiet waren auch Armin Klümper sowie Lothar Heinrich und Andreas Schmid. Sowohl Klümper (Sporttraumatologie, Radiologie) als auch Heinrich und Schmid (Sportmedizin) wurde vorgeworfen, den von ihnen betreuten Sportlern Dopingmittel verabreicht zu haben. Heinrich und Schmid wurden im Mai 2007 vom Klinikum der Universität wegen dieser Vorwürfe entlassen. Auch der Sportmediziner Georg Huber, der Straßenfahrer des Bundes deutscher Radfahrer ärztlich betreute und unter anderem Verbandsarzt des Behindertensportverbandes, des Deutschen Skiverbandes, sowie Arzt bei den Paralympics war, wurde vom Dienst suspendiert. Huber hatte gestanden, in der Zeit vor 1990 einem U-23-Straßenradfahrer Testosteron verabreicht zu haben. Auf Grund der Vorkommnisse haben die Universitäts- und Kliniksleitung eine juristische und fachliche Überprüfung der betroffenen Fachbereiche veranlasst.
Im Dezember 2009 beauftragte die Universität die Kriminologin der Universität Leuven und Mafia-Expertin Letizia Paoli den Vorsitz einer Kommission zur Aufarbeitung der Dopingvergangenheit des Universitätsklinikums zu übernehmen. Sie drohte später gegenüber der Universität mit Rücktritt, weil sie sich in ihrer Arbeit durch das Rektorat der Universität nicht ausreichend unterstützt sah. Die sechsköpfige Kommission hat auch den Auftrag, die wissenschaftlichen Arbeiten seit den 1950er Jahren zu prüfen. Der Schweizer Anatom und Sportmediziner Hans Hoppeler, Mitglied der Kommission, ging Anfang 2015 davon aus, dass im Falle der von ihm als „wissenschaftliches Doping“ bezeichneten Mehrfachpublikation ein und derselben Forschungsergebnisse, es personelle Konsequenzen haben werde.
In den späten 1990er Jahren geriet ein Krebsforscher der Freiburger Universitätsklinik, Roland Mertelsmann, ins Zwielicht. Dieser war in einen Wissenschaftsfälschungsskandal um Marion Brach und Friedhelm Herrmann verwickelt. Wolfram Brugger und Lothar Kanz waren Studienleiter. In einer Pressemitteilung der DFG vom 4. Mai 2001 mit dem Titel Tübinger Krebsforscher von Fälschungsvorwürfen entlastet. heißt es hierzu: Angesichts der schweren persönlichen Nachteile, die beiden Wissenschaftlern durch breit veröffentlichte, jedoch nicht bestätigte Vorwürfe entstanden sind, hielt der Hauptausschuss der DFG eine in die Zukunft gerichtete Sanktion des wissenschaftlichen Fehlverhaltens, das beiden entgegenzuhalten ist, nicht für angemessen. Die DFG sieht die Ursache für die festgestellten Mängel vor allem in Unerfahrenheit und mangelnden Vorkehrungen zur Qualitätssicherung. Beides ist heute nicht mehr gegeben.
Hans Peter Friedl, von 1997 bis 2000 ärztlicher Direktor der Klinik für Unfallchirurgie am Universitätsklinikum Freiburg, wurde 2003 vom Landgericht Freiburg in drei Fällen der fahrlässigen und in einem Fall der vorsätzlichen Körperverletzung für schuldig gesprochen. Über mehrere Jahre war er für eine ganze Reihe schwerster ärztlicher Kunstfehler verantwortlich gewesen, ohne dass interne Kontrollmechanismen seitens der Klinikleitung dem entgegengewirkt hätten.

### Titelaberkennungen
In Folge der Untersuchungen von Letizia Paoli entstand bald ein Plagiatsverdacht gegen mehrere Wissenschaftler der sportmedizinischen Abteilung des Klinikums. Hierzu gehörten die Professoren Aloys Berg, Gerrit Simon, Arno Schmidt-Trucksäss und Joachim Staiger. Die Universität Freiburg nahm wegen Plagiatsverdacht auch Untersuchungen gegen den Leiter der sportmedizinischen Abteilung Hans-Hermann Dickhuth, sowie die Sportmedizinerin Ulrike Korsten-Reck auf. Nach entsprechender Überprüfung bestätigte der Habilitationsausschuss der medizinischen Fakultät den Verdacht gegenüber Korsten-Reck am 11. Dezember 2014. Die Sportmedizinerin gab ihren Titel daraufhin zurück. Im Dezember 2014 wurde bekannt, dass auch der ehemalige Lehrbeauftragte und ehemalige Arzt der Deutschen Radsportnationalmannschaft Yorck Olaf Schumacher nach einer Berichterstattung durch das Magazin Spiegel seine Habilitation ohne Angabe von Gründen zurückgegeben hat.
Auf Basis der Prüfung seiner Habilitation durch die von Letizia Paoli geführte Evaluierungskommission erhärtete sich auch der Plagiatsverdacht gegenüber dem Sportmediziner Hans-Hermann Dickhuth. Dickhuth war bereits zuvor in die Kritik geraten, als Anfang 2011 das Freiburger Institut für Sportmedizin wegen angeblicher Unterstützung von Doping bei Radsportlern untersucht wurde – er wurde von allen Vorwürfen freigesprochen. In Folge der erneuten Untersuchungen wurde ihm seine Habilitation jedoch am 14. Oktober 2013 aberkannt. Auch die Doktorarbeit seiner Ehefrau war im Zuge der Untersuchungen des "Ausschusses für Redlichkeit in der Wissenschaft" überprüft worden. Passagen, Grafiken und Tabellen aus der Habilitationsschrift Dickhuths fanden sich gleichlautend in mehreren Arbeiten, die er betreut hatte. Insgesamt gerieten sieben Doktoranden, deren Dissertationen genauer betrachtet worden waren, in Verdacht des Plagiats, als Übereinstimmungen mit der Habilitationsarbeit Dickhuths festgestellt wurden. Es konnte anhand dieser mehr als 30 Jahre zurückliegenden Vorgänge nicht nachgewiesen werden, welche der Arbeiten jeweils der Ursprungstext war. Die Untersuchungen dauerten bis Sommer 2018 an – der Promotionsausschuss kam dann zu dem Beschluss, dass alle Doktortitel anerkannt bleiben. Dickhuth selbst hatte sich bereits im Jahr 2014 mit der Universität Freiburg darauf geeinigt, dass trotz Aberkennung des Professorentitels sein Status als Ruhestandsbeamter erhalten bleibt.

## Verkehrsanbindung
Das Zentralklinikum ist über die Haltestelle Klinikum an der Breisacher Bahn erreichbar. Mit der Straßenbahn ist das Zentralklinikum über die Linie 2 und 4 an der Haltestelle Robert-Koch-Straße erreichbar, die Haltestelle Friedrich-Ebert-Platz an der Linie 2 und die Haltestellen Killianstraße, Berliner Allee und Elsässer Straße an der Straßenbahnlinie 4. Für den Radverkehr verläuft der Güterbahnradweg FR 2 unmittelbar an der Westseite des Zentralklinikums vorbei. Um das Klinikum herum befindet sich vier Stationen des Fahrradverleihsystems Frelo.